# Oxyloma haydeni
Oxyloma haydeni är en snäckart som först beskrevs av W. G. Binney 1858.  Oxyloma haydeni ingår i släktet Oxyloma och familjen bärnstenssnäckor.

## Underarter
Arten delas in i följande underarter:
- O. h. haydeni
- O. h. kanabensis